# فهرست فیلم‌های نمایش دهنده حمام همجنس‌گرایان مرد

## دربارهٔ فهرست
این مقاله شامل فیلم‌هایی است که در آنها صحنه‌هایی است که حمام همجنس‌گرایان مرد را نشان می‌دهد. این فهرست فقط فیلم‌های با زمینهٔ همجنس‌گرایی مردانه را شامل می‌شود.

## فهرست فیلم‌ها
| سال تولید | عنوان فیلم                          | محصول کشور              | ژانر        | توضیحات |
| --------- | ----------------------------------- | ----------------------- | ----------- | --- |
| ۱۹۷۳      | روز شغال                            | بریتانیا و فرانسه       | مهیج        | در این فیلم ادوارد فاکس نقش یک آدمکش به اسم مستعار شغال را بازی می‌کند که اجیر می‌شود تا در تابستان سال ۱۹۶۶ رئیس‌جمهور فرانسه شارل دوگل را ترور کند. |
| ۱۹۷۵      | شنبه شب در استخر                    | آمریکا                  | کمدی، درام  | در سال ۱۹۷۴ یک آهنگساز اهل مونتانا در استخری در نیویورک یک شغل و چیزهایی بیش از آن پیدا می‌کند.                                                     |
| ۱۹۷۶      | The Ritz                            | آمریکا                  | کمدی        | |
| ۱۹۹۳      | And the Band Played On              | آمریکا                  | درام        | |
| ۱۹۹۳      | شکیبایی صفر                         | کانادا                  | فانتزی      | |
| ۱۹۹۷      | حمام                                | ایتالیا، ترکیه، اسپانیا | درام        | |
| ۱۹۹۷      | رودخانه                             | تایوان                  | درام        | |
| ۲۰۰۴      | Cachorro                            | اسپانیا                 | درام        | |
| ۲۰۰۵      | حمام عمومی                          | فیلیپین                 | درام        | |
| ۲۰۰۷      | شهر پسرها                           | اسپانیا                 | کمدی، جنایی | |
| ۲۰۰۸      | مرا کشنده ببوس                      | آلمان، آمریکا           | اکشن، مهیج  | |
| ۲۰۰۸      | Another Gay Sequel: Gays Gone Wild! | آمریکا، آلمان           | کمدی        | |